# Karaczany

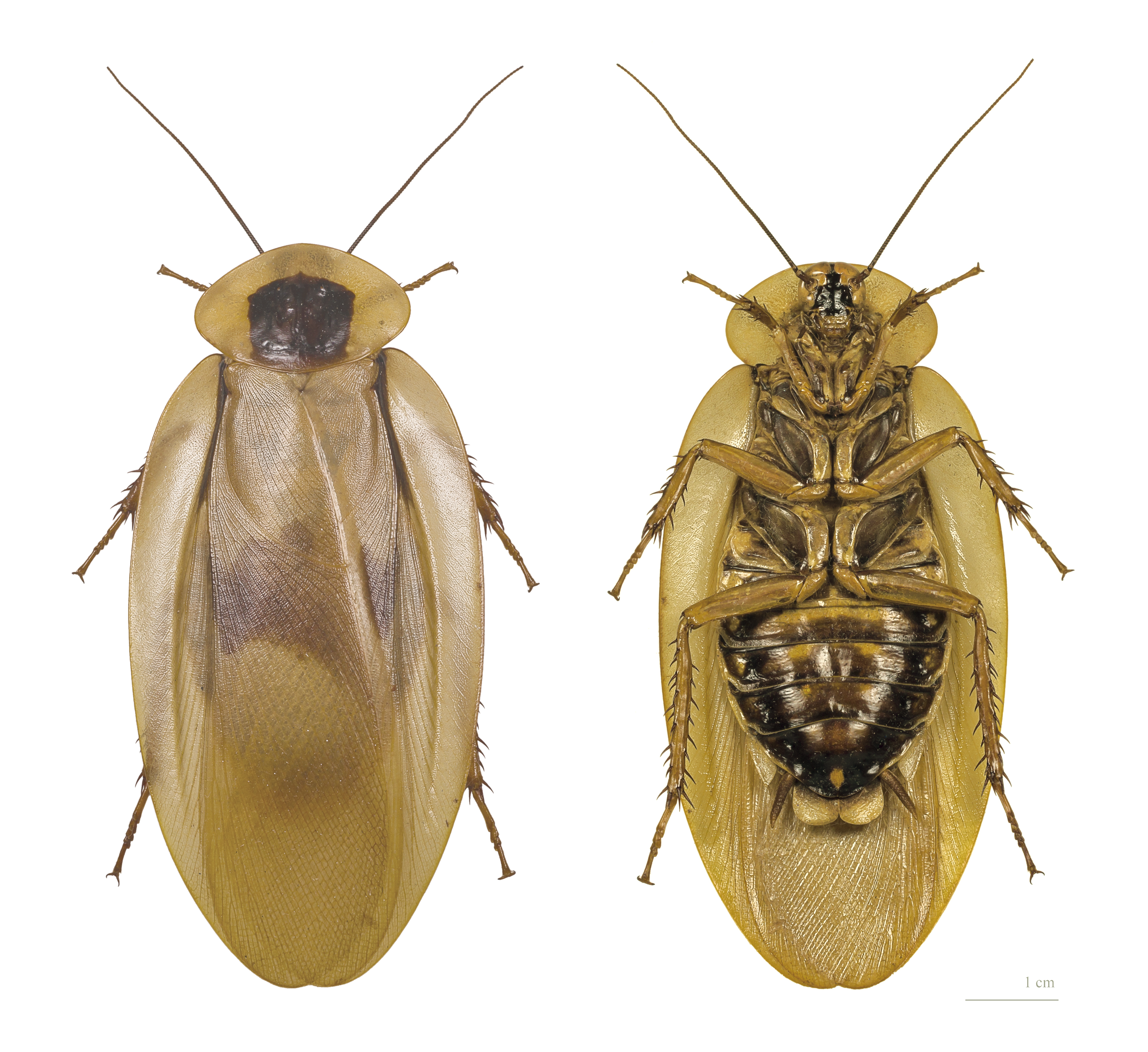
Blaberus giganteus

Karaczany, hełmce (Blattodea, Blattoptera, Blattariae, Blattaria) – rząd owadów z przeobrażeniem niezupełnym, liczący około 4600 gatunków. 

## Charakterystyka
Prowadzą ukryty tryb życia (kryptyczny), przeważnie nocny, są wszystkożerne.
Ciało zazwyczaj ciemno ubarwione (różne odcienie brązu i ciemnego brązu). Głowa jest prawie w całości ukryta pod tarczowatym i szerokim przedpleczem (stąd ich nazwa hełmce). Mają długie, wieloczłonowe i pokryte szczecinkami czułki. Przednia para skrzydeł jest silnie schitynizowana i ciemniejsza. Skrzydła z widocznym i gęstym użyłkowaniem. Tylna para skrzydeł jest zazwyczaj szeroka i błoniasta, w spoczynku ukryte pod pierwszą parą. Często spotykane są formy krótkoskrzydłe (brachypteria). Odnóża są długie i smukłe z długimi kolcami, pozwalają na szybki bieg. Odwłok jest szeroki, zakończony parą członowanych wyrostków odwłokowych (cerci). Samice czasem noszą przyczepiony do odwłoka kokon jajowy (ooteka).
Z natury wybitnie ciepłolubne, karaczany najliczniej występują w krajach tropikalnych. Wiele gatunków to gatunki synantropijne i inwazyjne.

## Rozmieszczenie
Rząd liczy 4600 gatunków rozprzestrzenionych na całym świecie. 
W Polsce wykazano występowanie 16 gatunków, co stanowi ok. 0,4% wszystkich gatunków karaczanów żyjących współcześnie na Ziemi. Spośród 16 gatunków krajowych jedynie 7 występuje w środowiskach naturalnych (m.in. Ectobius erythronotus, Ectobius lapponicus, Ectobius sylvestris), pozostałe to gatunki zawleczone, najczęściej pochodzenia tropikalnego. Spośród nich Blatta orientalis i Blattella germanica są gatunkami synantropijnymi, zdolnymi do swobodnego i niekontrolowanego przez człowieka rozprzestrzeniania się. Pozostałe gatunki synantropijne zamieszkują cieplarnie (m.in. w ogrodach zoologicznych): Panchlora exoleta, Panchlora nivea, Pycnoscelus surinamensis, Periplaneta americana, Periplaneta australasiae, Nyctibora brunnea i Nyctibora sericea.

## Systematyka
Do rzędu karaczanów zaliczane są rodziny:
- Blaberidae
- Blattellidae – prusakowate
- Blattidae – karaczanowate
- Cryptocercidae
- Nocticolidae
- Polyphagidae

Wyróżniana przez niektórych autorów rodzina Ectobiidae (zadomkowate) jest w powyższym ujęciu klasyfikowana w randze podrodziny (Ectobiinae) w rodzinie Blattellidae.

## Etymologia nazwy
Nazwa karaczan pochodzi prawdopodobnie od hiszpańskiego słowa cucaracha [kuka’ratʃa].